# Burg Surberg
Die Burg Surberg, auch Surrberg genannt, ist eine abgegangene mittelalterliche Höhenburg vom Typus einer Turmhügelburg (Motte) in Spornlage auf 650 m ü. NHN im ehemaligen Herzogswald etwa 175 Meter westlich der Kirche von Surberg im Landkreis Traunstein in Bayern. Die Anlage wird als Bodendenkmal unter der Aktennummer D-1-8142-0154 im Bayernatlas als „Burgstall des hohen Mittelalters ("castrum Surberch")“ geführt. 

## Geschichte
Die Herren von Surberg wurden im 12. Jahrhundert genannt, die Burg selbst ist 1124 als „castrum Surberch“ erstmals erwähnt worden. Die Surberger waren Ministerialen des Erzbistums Salzburg, nach ihrem Aussterben um das Jahr 1250 fiel die Burg und die dazugehörigen Besitzungen an das Erzbistum zurück. Die weitere Geschichte der Burg ist nicht bekannt, möglicherweise wurde die Surberger St. Georgskirche, die Mitte des 13. Jahrhunderts erbaut wurde, mit den Quadersteinen der Burg erbaut. Sie zeigt in den etwa zwei Meter dicken Wänden des Kirchturmes Buckelquadermauerwerk, an der Westseite wurden die Buckel allerdings abgeschlagen. Möglicherweise war dieser Kirchturm aber auch ein vorgelagerter Wehrturm der Burg.

## Beschreibung
Von der ehemaligen Motte sind nur noch der kegelstumpfförmige Turmhügel und am Hügelfuß der teilweise verebnete Halsgraben erhalten. 